# Il cerchio delle lumache
Il cerchio delle lumache è un film del 2019 diretto da Michele Senesi.
Il film è il secondo lungometraggio indipendente prodotto dalla Palonerofilm e il secondo film diretto dal regista Michele Senesi a dieci anni dal precedente Bumba atomika. Dopo un'anteprima milanese al Festival Oltre lo specchio - Festival del Fantastico e della Fantascienza, unico titolo italiano in concorso, il film ha vinto l'edizione 2020 del South African HorrorFest ed è stato selezionato in concorso al 26th Kolkata International Film Festival (India).

## Trama
Due anni di cronaca hanno flagellato la regione Marche abbandonata a sé stessa dalle istituzioni; il terremoto del 2016, l’omicidio di Pamela Mastropietro, l’attentato di matrice fascista di Luca Traini e la manifestazione antirazzista dei 30000 a Macerata. Su questo contesto e territorio si sviluppa la disavventura di Marco, vittima di un incidente stradale.

## Produzione

### Concept
Dopo il precedente film Bumba atomika, corale e con un numero spropositato di location, tagli di montaggio e attori, la produzione ha deciso di lavorare a questa nuova opera in modalità totalmente antitetica; poche location, tre attori protagonisti, ritmo pacato, attenzione alle suggestioni e alle atmosfere con lavoro macroscopico sulle potenzialità del fuori campo. Il film adotta un micro-genere preesistente e per la prima volta ne sovverte totalmente le fondamenta strutturali.

### Colonna sonora
Il film annovera una colonna sonora varia e stratificata di band internazionali di enorme diversità acustica. Nutrita la rappresentanza marchigiana a partire dai pesaresi Camillas con ben tre brani, già autori della colonna sonora di Tonno Spiaggiato con Frank Matano e scoperti dal grande pubblico dopo il successo televisivo a Italia's Got Talent. Sempre dalle Marche arriva invece TICA progetto di Paolo Ticà fresco del nuovo album, gli Aedi con un vecchio brano e i Family Portrait. È un giovanissimo e talentuoso Mattia Rugiano che ha eseguito al piano appositamente per il film l'Adagio Sostenuto, Sonata al Chiaro di Luna di Beethoven. Dal resto di Italia arrivano invece il romano Cobol Pongide, nome di punta della scena chip tune, circuit bending italiana (con due brani inediti), i folli youtubers Lupi Negvi e Nicola Boari giornalista (autore di una monografia su Wakamatsu Koji) e direttore della label Spettro Rec con il suo progetto SLP. Buona rappresentanza anche da fuori nazione per sonorità assolutamente antitetiche; dal Belgio il progetto drone-ambient di Jean-Philippe Feiss, membro della scena jazz francese, battezzato Ze-Ka.  Dal Portogallo, Rasalasad, progetto noise di Fernando Cerqueira, fondatore della Thisco records mentre due band arrivano dall'Inghilterra: le sonorità noise di Sea of Aland e il grindcore degli Horsebastard.

## Critica
Il film è stato accolto positivamente dalla critica ed è stato segnalato tra i migliori inediti dell'anno 2019 dal quotidiano il manifesto. 

"Opera una scelta non priva di coraggio, Senesi, e la mette in pratica sfruttando con intelligenza il piccolo budget a disposizione. Il cerchio delle lumache è un film quasi immobile, cristallizzato nella morte-non-ancora-morte di un uomo. Riducendo quasi tutto a una location il regista maceratese riesce a costruire un (anti)thriller immoto, silente. E dunque costretto a rivendicare il potere dell’immagine, la sua essenza primigenia: sempre muovendosi sul limitar della farsa e del demenziale, tratti distintivi della propria poetica espressiva, Senesi non si limita a tratteggiare un film “delirante”. Filma un delirio. Riduce l’intera esistenza dell’uomo medio a un deliquio pre-morte, fatto di incontri/scontri, di ricordi, di suggestioni, di ipotesi incontrollate". 

"Il cerchio delle lumache è un film fuori dagli schemi tipici del cinema italiano, così come risulta essere fuori dagli schemi la sua genesi artistica". 

"È proprio il pessimismo appoggiato su una base sarcastica la carta vincente del film, il suo lato più interessante ed originale a restare nella mente dopo la visione. Questo più una certa follia visiva, a tratti lisergica". 

"Un DNA, questo, che getta le basi di un progetto volutamente fuori controllo e fuori dagli schemi canonici e rassicuranti del panorama cinematografico italiano. Ma è proprio questa sua anima controcorrente rispetto alla massa e il coraggio di portarla avanti ad averci convinti".

## Riconoscimenti
- 2020 - South African HorrorFest
  - Best Experimental Film